# Esperit i matèria
"Esperit i matèria" (títol original en anglès "The Mind and the Matter") és el vint-i-setè episodi de la segona temporada, i el 63è total de la sèrie de televisió d'antologia La Dimensió Desconeguda. Es va emetre originalment el 12 de maig de 1961 a CBS. Ha estat doblat al català i emès per TV3. L’episodi fou escrit per Rod Serling i dirigit per Buzz Kulik.

## Narració d'obertura
| « | Una breu encara que frenètica introducció al Sr. Archibald Beechcroft. Un noi del segle xx, producte de l'explosió demogràfica, i un dels hereus del llegat del progrés. El senyor Beechcroft de nou, aquesta vegada l'acte segon de la seva batalla diària per la supervivència, i en un moment el nostre heroi començarà la seva rebel·lió personal d'un sol home contra la mecànica de la seva època, i per fer-ho reclutarà determinades ajudes disponibles només en la Dimensió Desconeguda. | » |

## Argument
Archibald Beechcroft, un misantrop, passa molt de temps per anar a la feina i s'enfada quan l'encarregat Henry vessa cafè per tot el seu vestit. Prenent una mica d'aspirina al bany, el seu cap, el Sr. Rogers, li dóna una conferència sobre un estil de vida adequat per mantenir la seva salut. Agreujat, Beechcroft diu que està fart de les condicions personals a l'oficina i que vol eliminar tota la gent del món.
A la cafeteria per dinar, Henry demana disculpes a Beechcroft per haver vessat el cafè, estalviant-li un seient i obsequiant-li un llibre titulat La ment i la matèria, que tracta sobre el màxim de concentració; Henry explica que el seu amic ha après a fer que les coses passin amb la seva ment. Beechcroft fulleja el llibre a la cafeteria, el segueix llegint durant el viatge en metro a casa i l'acaba sopant al seu apartament. Quan la seva propietària intenta cobrar-li el lloguer, posa a prova la teoria que la concentració és el poder més gran del món i la fa desaparèixer amb èxit.
L'endemà, Beechcroft utilitza la seva concentració per buidar de gent la seva plena estació de metro. Va en un tren de metro buit fins a la seva oficina buida, amb les portes obertes per a ell. Tot i que té satisfacció amb la seva recent pau i tranquil·litat, aviat s'avorreix. Apareixen reflexos d'ell mateix, burlant-se d’ell com a avorrit i solitari. Intenta provocar diversions com un terratrèmol i una tempesta, però no s'entreté. Viatga tristament al tren buit del metro cap a casa, on torna a ser burlat pel seu reflex. Discutint-hi, se li fa la idea de repoblar el món amb gent com ell.
Ho fa, i l'endemà al matí les multituds al metro i a l'ascensor han tornat, però ara tothom té la seva cara i la seva personalitat antisocial. Consternat, torna el món com abans. Henry torna a vessar cafè sobre ell i pregunta pel llibre. Beechcroft afirma haver trobat el llibre "totalment increïble".

## Narració de cloenda
| « | Sr. Archibald Beechcroft, un noi del segle xx, que ha descobert per assaig i error –i sobretot error– que, amb tots els seus defectes, pot ser que aquest sigui el millor de tots els mons possibles. Malgrat la gent, té molt a oferir. El cas d'aquesta nit: a la Dimensió Desconeguda. | » |

## Repartiment
- Shelley Berman com a Archibald Beechcroft
- Jack Grinnage com a Henry
- Chet Stratton com el Sr. Rogers
- Robert McCord com a operador d'ascensors
- Jeane Wood com a propietària